# Affaire Pierre Pican
L’affaire Pierre Pican concerne l'évêque du diocèse de Bayeux et Lisieux, Pierre Pican, condamné en septembre 2001 à trois mois de prison avec sursis pour ne pas avoir signalé à la justice les agissements de l'abbé René Bissey. Il est le premier évêque français à être condamné pour non-dénonciation d'actes de pédophilie.

## Historique
Pierre Pican, né le 27 février 1935 et mort le 23 juillet 2018, est un évêque catholique français, évêque de Bayeux et Lisieux de 1988 à 2010.
En décembre 1996, le vicaire général du diocèse de Bayeux et Lisieux, l'abbé Michel Morcel, est informé par une famille que l'abbé René Bissey a imposé des relations sexuelles à leur fils. La famille ne veut pas porter plainte mais effectue cette dénonciation pour protéger les enfants. Le prêtre reconnaît les faits et en mentionne d'autres concernant plusieurs adolescents. Le vicaire général informe Pierre Pican. Celui-ci reçoit l'abbé Bissey en janvier 1997 et décide de laisser en place le prêtre pédophile mais lui demande de se faire soigner. Au printemps, il est finalement envoyé en maison de repos ; il est suivi à deux reprises dans un hôpital psychiatrique. En septembre 1998, Pican affecte René Bissey dans la paroisse de Mondeville près de Caen. Cette nouvelle affectation lui vaut d'être dénoncé par une victime d'actes pédophiles, mais cette fois-ci devant la justice. René Bissey reconnait une nouvelle fois les faits et d'autres similaires. Il est condamné, en octobre 2000, à dix-huit ans de réclusion criminelle,,.
Parallèlement à l'affaire René Bissey, quatre familles portent plainte contre Pierre Pican pour non-dénonciation de crimes pédophiles. En janvier 2000, Pican est mis en examen pour non-dénonciation de crime. Lors de son procès, la journaliste Isabelle de Gaulmyn mentionne qu'il est souvent maladroit pour se défendre. Selon elle, il resterait « hautain », sans compassion pour les victimes pendant plusieurs semaines, expliquant les procédures canoniques, sans doute incompréhensibles du grand public. En particulier, il explique que René Bissey, bien que condamné pour pédophilie, reste — aussi longtemps que la peine de perte de l'état clérical n'a pas été prononcée par le tribunal ecclésiastique compétent — un prêtre qui peut « communier et célébrer la messe ». Selon la journaliste, il serait devenu le symbole de la déconnexion d'une partie de l'Église du « vrai monde ». En septembre 2001, Pierre Pican est condamné à trois mois de prison avec sursis. Il renonce à faire appel indiquant qu'il ne peut oublier « l'épreuve subie par les victimes ». Pour la première fois, un évêque français parle des victimes en son nom propre. Son message reste celui d'un évêque quand il demande le pardon envers René Bissey.
En septembre 2001, Pierre Pican reçoit une lettre de soutien de Rome. Le cardinal Darío Castrillón Hoyos, président de la Commission pontificale « Ecclesia Dei » nommé par Jean-Paul II et maintenu par Benoît XVI, lui écrit notamment : « Vous avez bien agi et je me réjouis d'avoir un confrère dans l'épiscopat qui, aux yeux de l'Histoire et de tous les autres évêques du monde, aura préféré la prison plutôt que de dénoncer son fils-prêtre ». Après la révélation tardive de cette lettre en 2010 par le média Golias, le directeur du Bureau de presse du Saint-Siège Federico Lombardi désavoue explicitement Castrillón Hoyos et explique que « ce document est une nouvelle preuve de l'opportunité » que les actes de pédophilie au sein de l'Église catholique soient traités par la Congrégation pour la doctrine de la foi,.
Condamné par la justice civile, Pierre Pican reste de plein droit évêque de Bayeux et Lisieux. Il reste aussi membre de la Commission des familles au sein de la Conférence des évêques de France. Pierre Pican présente sa renonciation au pape Benoît XVI et est admis à l'éméritat en 2010.
Pour Stanislas Lalanne, évêque de Pontoise, l'affaire Pican « a accéléré la prise en charge » de la pédophilie au sein de l'Église catholique. Ainsi, des règles pour lutter contre la pédophilie des prêtres sont promulguées par le Saint-Siège en 2001-2002 et complétées ultérieurement. Les réponses mises en œuvre restent au niveau du prêtre et de sa hiérarchie comme dans l'affaire Bernard Preynat. Dans le cadre de celle-ci, certains ont cherché à impliquer le cardinal Philippe Barbarin pour non-dénonciation. Celui-ci a été définitivement acquitté par la Cour d'appel de Lyon en janvier 2020. En France, la Conférence des évêques de France publiait un bulletin où sont abordés les problèmes de conscience. "À l'instar du secret professionnel (médical en particulier), l'Église gère un "secret confié (...) Il a parfois été mal interprété (...) Il a pu servir de prétexte à occulter des actes pédophiles graves.(...) "La confidence du prêtre pédophile ne saurait étouffer le mortifère. S'il y a eu passage à l'acte, il faut amener le prêtre à réparer et éventuellement à se signaler à la justice. Parfois, s'il n'obtempère pas, celui qui a connaissance d'agissements pervers doit lui-même effectuer la démarche. Il ne peut être question de "couvrir" des actes graves".

## À voir